# Nesticus abukumanus
Nesticus abukumanus là một loài nhện trong họ Nesticidae.
Loài này thuộc chi Nesticus. Nesticus abukumanus được Takeo Yaginuma miêu tả năm 1979.